# Characoma pica
Characoma pica är en fjärilsart som beskrevs av Embrik Strand 1918. Characoma pica ingår i släktet Characoma och familjen trågspinnare. Inga underarter finns listade i Catalogue of Life.